# Болтичи (Брестская область)
Бо́лтичи (бел. Боўцічы) — деревня в Барановичском районе Брестской области Белоруссии. Входит в состав Городищенского сельсовета. Население — 3 человека (2023).

## География
Расположена в 29 км по автодорогам к северу от центра Барановичей, на расстоянии 6 км по автодорогам к северо-востоку от центра сельсовета, городского посёлка Городище, у границы с Кореличским районом Гродненской области.
По территории деревни протекает река Коросинка.

## История
В 1909 году — деревня Городищенской волости Новогрудского уезда Минской губернии, 27 дворов.
После Рижского мирного договора 1921 года — в составе гмины Городищи Барановичского повета Новогрудского воеводства Польши.
С 1939 года — в БССР, в 1940–62 годах — в Городищенском районе Барановичской, с 1954 года Брестской области. Затем — в Барановичском районе.
В Великую Отечественную войну с конца июня 1941 по июль 1944 года деревня была оккупирована немецко-фашистскими захватчиками.

## Население
По состоянию на 1 января 2023 года в деревне проживало 3 человека в 3 хозяйствах, в том числе 0 моложе трудоспособного возраста, 1 — в трудоспособном возрасте и 2 — старше трудоспособного возраста. 
| Численность населения (по переписи) | Численность населения (по переписи) | Численность населения (по переписи) | Численность населения (по переписи) | Численность населения (по переписи) |
| 1909                                | 1921                                | 1999                                | 2009                                | 2019                                |
| ----------------------------------- | ----------------------------------- | ----------------------------------- | ----------------------------------- | ----------------------------------- |
| 196                                 | ↘96                                 | ↘33                                 | ↘11                                 | ↘2                                  |